# 大不列颠矿工联合会
大不列颠矿工联合会（英語：Miners' Federation of Great Britain，缩写为MFGB）是英国历史上的一个矿工工会联合组织。1889年11月26日，在南威尔士纽波特的禁酒会堂举行的会议上，该组织正式成立。该组织旨在代表并协调英格兰、苏格兰和威尔士的地方及区域矿工工会事务，而这些工会在很大程度上保持自治。该组织鼎盛时，代表近100万名工人。1945年1月1日，该组织重组为全国矿工联盟。